# Naoto Fukasawa

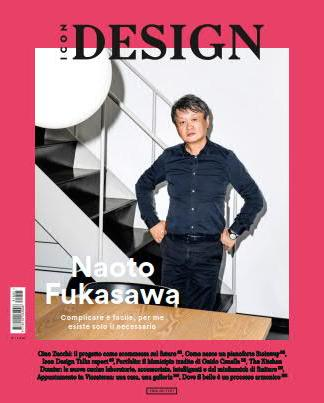
Naoto Fukasawa en couverture de Icon Design, juin 2018.

 (juin 2016).
Naoto Fukasawa (深澤 直人, Fukasawa Naoto) est un designer japonais né en 1956 dans la préfecture de Yamanashi.

## Biographie
Il obtient un diplôme à l'université des beaux-arts Tama en 1980. Responsable de la branche tokyoïte de la société américaine IDEO, il fonde sa propre agence, Naoto Fukasawa Design, en 2003.
Parmi ses œuvres représentatives, on peut citer le lecteur de CD Muji (présent dans la collection permanente du MoMA de New York), les téléphones mobiles INFOBAR (ja) et neon (ja), et différents appareils de la marque d'électroménager ± 0. Il a aussi travaillé pour les entreprises italiennes B&B Italia (en), Driade, Magis, Artemide, Danese et Boffi, pour l'Allemagne et l'Europe du Nord.
Il a remporté plus de cinquante prix, parmi lesquels l'IDEA Gold Award américain, l'iF (de) Gold Award allemand, le D&AD (en) Gold Award anglais, le Mainichi Design Prize (en) japonais et l'Oribe Award.[réf. nécessaire]
Il a d'abord enseigné à l'université d'art de Musashino, puis revient en 2014 à l'université des beaux-arts Tama en tant que professeur de design intégré (en). Il a signé ou co-signé différents livres tels que An Outline of Design (TOTO) ou L'approche écologique du design (Tokyo Shoseki). Il co-dirige également le 21 21 DESIGN SIGHT, premier musée du design au Japon.
Bloomberg Businessweek range Fukasawa parmi les plus influents designeurs de son temps.

## Galerie

Quelques produits dessinés par Fukasawa
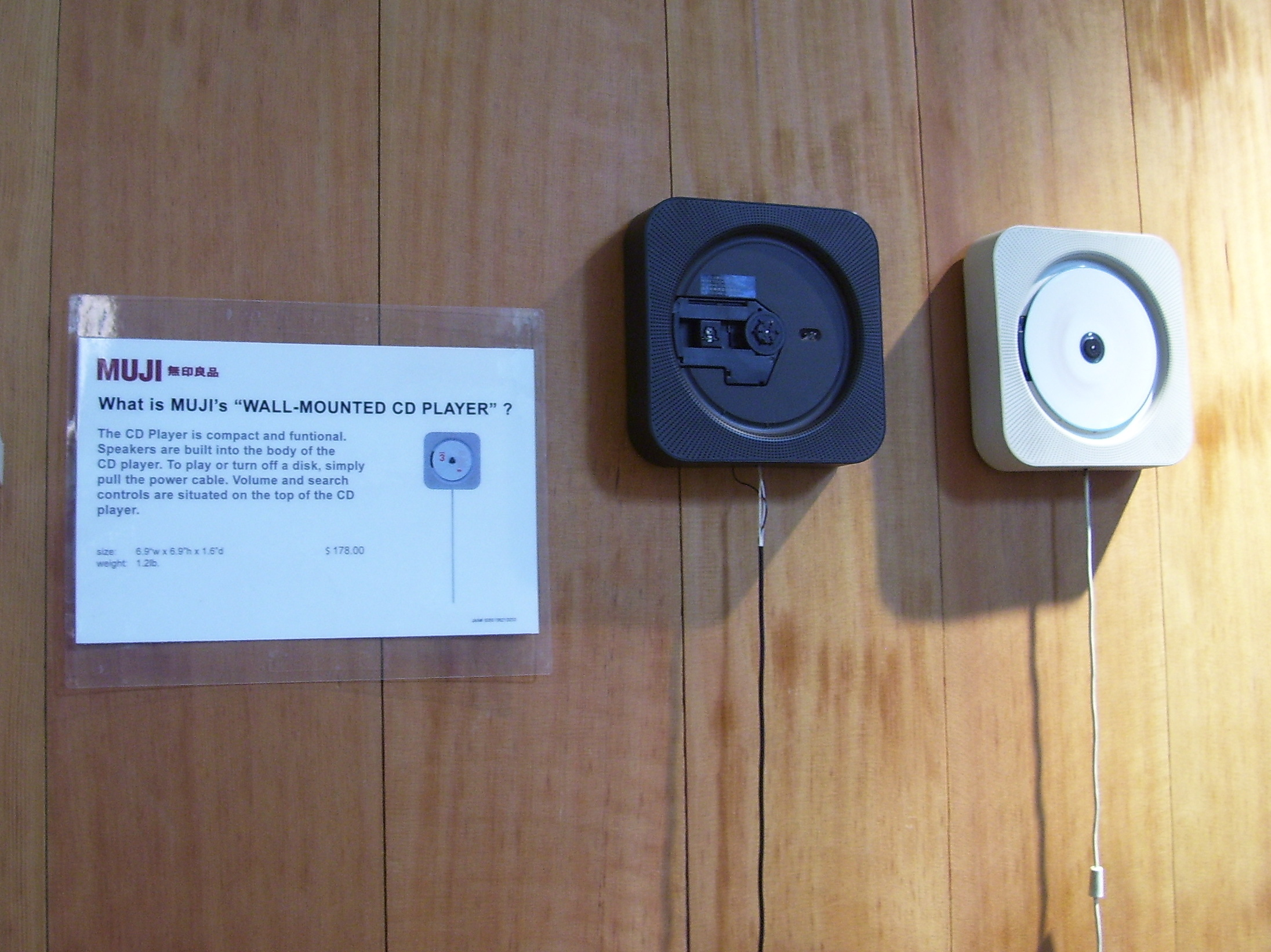
Lecteur de CD Muji.
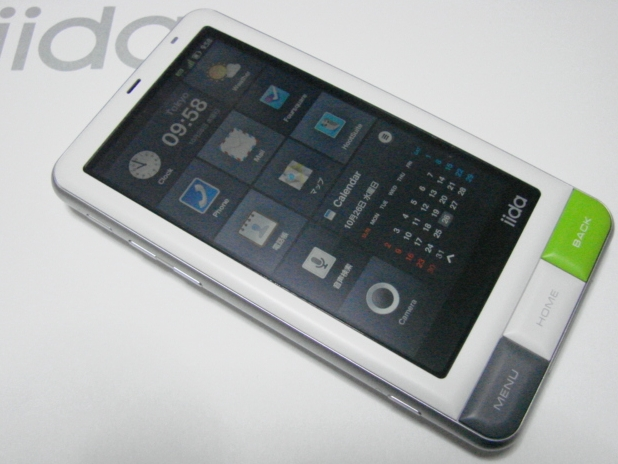
Téléphone Infobar A01.
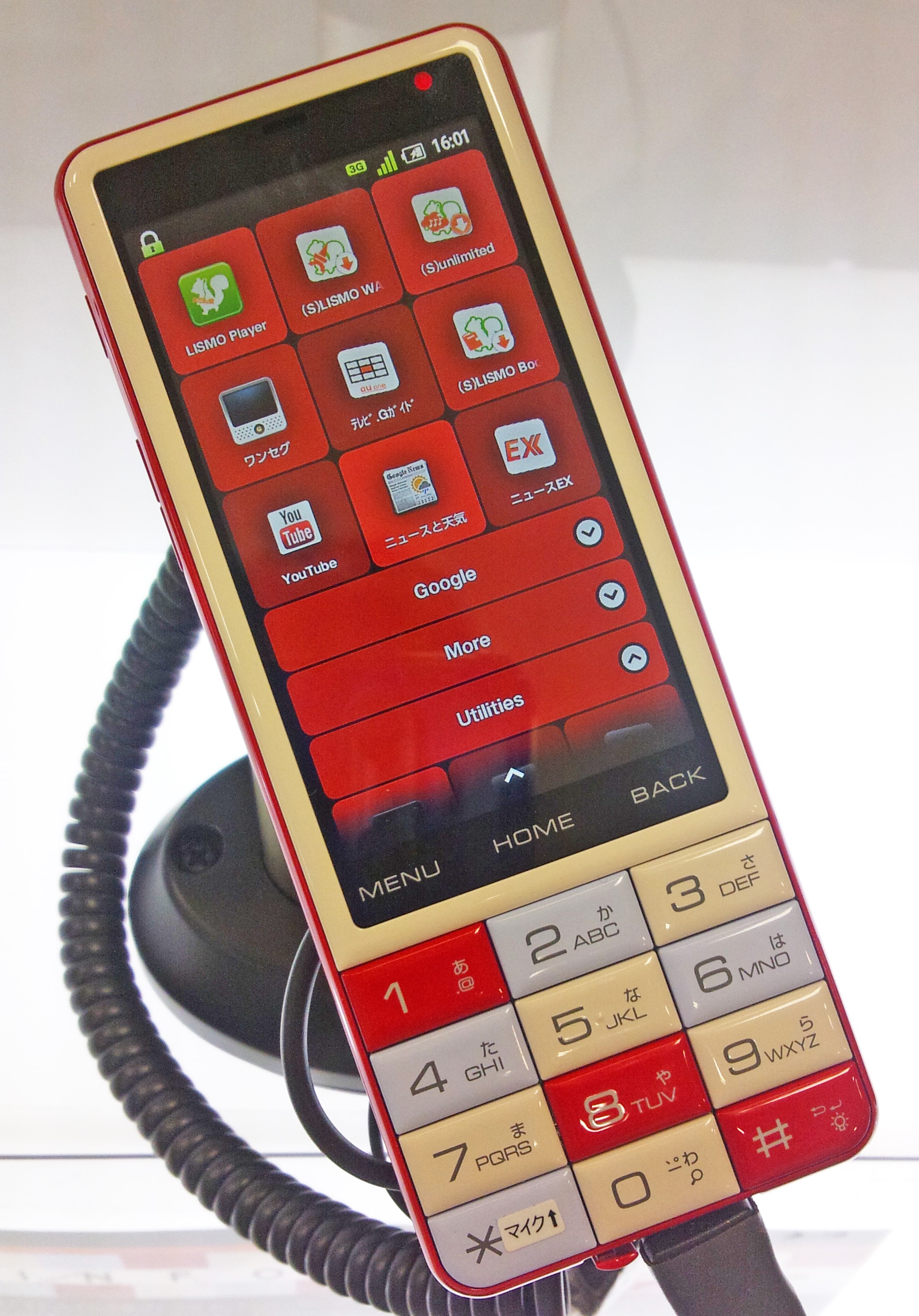
Téléphone Infobar C01.
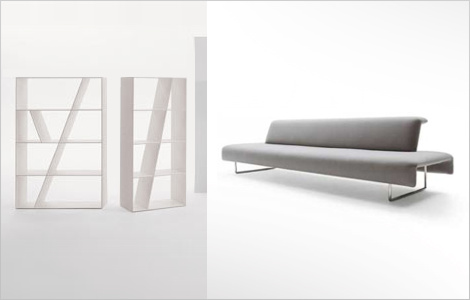
Bibliothèque Shelf et sofa Cloud B&B Italia.